# Károlyi Sándor (politikus)
Nagykárolyi gróf Károlyi Sándor (Pest, 1831. november 10. – Menton, Franciaország, 1906. április 24.) politikus, kórházalapító, a Magyar Tudományos Akadémia tagja.
A magyar szövetkezetek atyjaként vezette a Pestmegyei Hitelszövetkezetet és a hitelszövetkezeti mozgalom kiterjesztésén dolgozott. Munkásságának eredményeként jöhetett létre országszerte a Magyar Gazdaszövetség Fogyasztási és Értékesítő Szövetkezet vagy közismertebb nevén a Hangya Szövetkezet.

## Életpályája
Szülei: gróf Károlyi István és gróf Esterházy Franciska. Édesapja Károlyi István gróf a 19. század kiemelkedő történelmi személyisége volt. Sándor a pesti piarista gimnáziumban érettségizett és emellett közgazdasági tanulmányokat is folytatott.
Tizenhét évesen az 1848-as szabadságharc idején a komáromi erődben Klapka György parancsnoksága alatt harcolt, ahol főhadnagyi rendfokozatot ért el. A vár feladása után Franciaországban, Párizsban élt. Az ötéves emigráció alatt ismerkedett meg a haladó szellemű francia gondolkodók, különösképpen is Pierre Guillaume Frédéric Le Play, a politikai katolicizmus nézeteit valló szociológus nézeteivel. Le Play, a modern szociálpolitika elméleti megalapozója a munkásjólét megteremtésének, a társadalmi feszültségek feloldásának és kiegyenlítésének egyik korai hangoztatója volt. Károlyi később tagja is lett a párizsi Le Play Társaságnak. 1854-ben tért haza fóti birtokára.
1863-ban javasolta egy lóvasút megépítését a birtokain apja által életre hívott Újpest és Pest városa között. Ennek érdekében 1865-ben megalakította a  Pesti Közúti Vaspálya Társaságot, ami 1866-ra kiépítette a szükséges infrastruktúrát. Az ünnepélyes megnyitó július 30-án volt, a menetrend szerinti közlekedés másnap indult meg. A vonalat később meghosszabbították egészen Rákospalotáig, melynek fejlesztésére komoly pénzeket áldozott.
1879-ben az agrárius mozgalom egyik alapítója lett. A mozgalom célja a mezőgazdaság modernizálása volt. A változásokat saját birtokain elsőként vezette be.
1881-ben a Szabadelvű Párt országgyűlési képviselőjévé választották. Ebben az évben, ötvenévesen megházasodott. Felesége, Ede bátyjának özvegye, göncz-ruszkai gróf Kornis Clarisse (1834–1906) lett. Gyermekük nem született.
Annak ellenére, hogy ellenzéki politikus volt, 1882-ben valóságos belső titkos tanácsosi címet kapott. 1885-ben a Szent István Társulat elnökévé választották. 1886-ban megalapította a Pestvármegyei Hitelszövetkezetet.
1895-ben nyitotta meg kapuját az általa alapított újpesti Kórház (Sándor ill. Clarisse pavilonja), majd 1905-ben ennek szomszédságában az istvántelki majorépületekből kialakíttatott idősotthon (Stephaneum). Mindkét magánjótékonysági intézményt felruházta nyilvános jelleggel és fenntartásukra egy-egy alapítványt hozott létre.
1896-ban létrehozta a Magyar Gazdaszövetséget. 1898-ban megalapította a Hangya szövetkezeti hálózatot.
Nagy összegekkel támogatta a Budapesti Első Gyermekmenhely Egyletet (melynek fiókintézete Istvántelek északi részén épült fel Ybl Miklós tervei szerint), az újpesti Egek Királynéja-templom felépítését, valamint az újpesti Katolikus Legényegyletet. 1900-ban kitüntették az Aranygyapjas renddel.
Tagja volt a Magyar Tudományos Akadémiának, valamint az országgyűlés főrendi házának.
Élete utolsó évét a francia riviérán töltötte, ahol 1906-ban hunyt el. Földi maradványai a fóti családi kriptában találhatóak.

## Emlékek
Károlyi Sándor gróf emlékét márványtábla őrzi a nevét viselő „Városi Kórház” bejáratánál (Újpest, Baross utca 69-71.). 1908 őszén a városligeti Vajdahunyad várában avatták fel szobrát, mely Strobl Alajos alkotása. Ugyanebben az évben jelent meg életéről Buday Barnától a „Károlyi emléklapok” című díszmű, korabeli fotókkal.

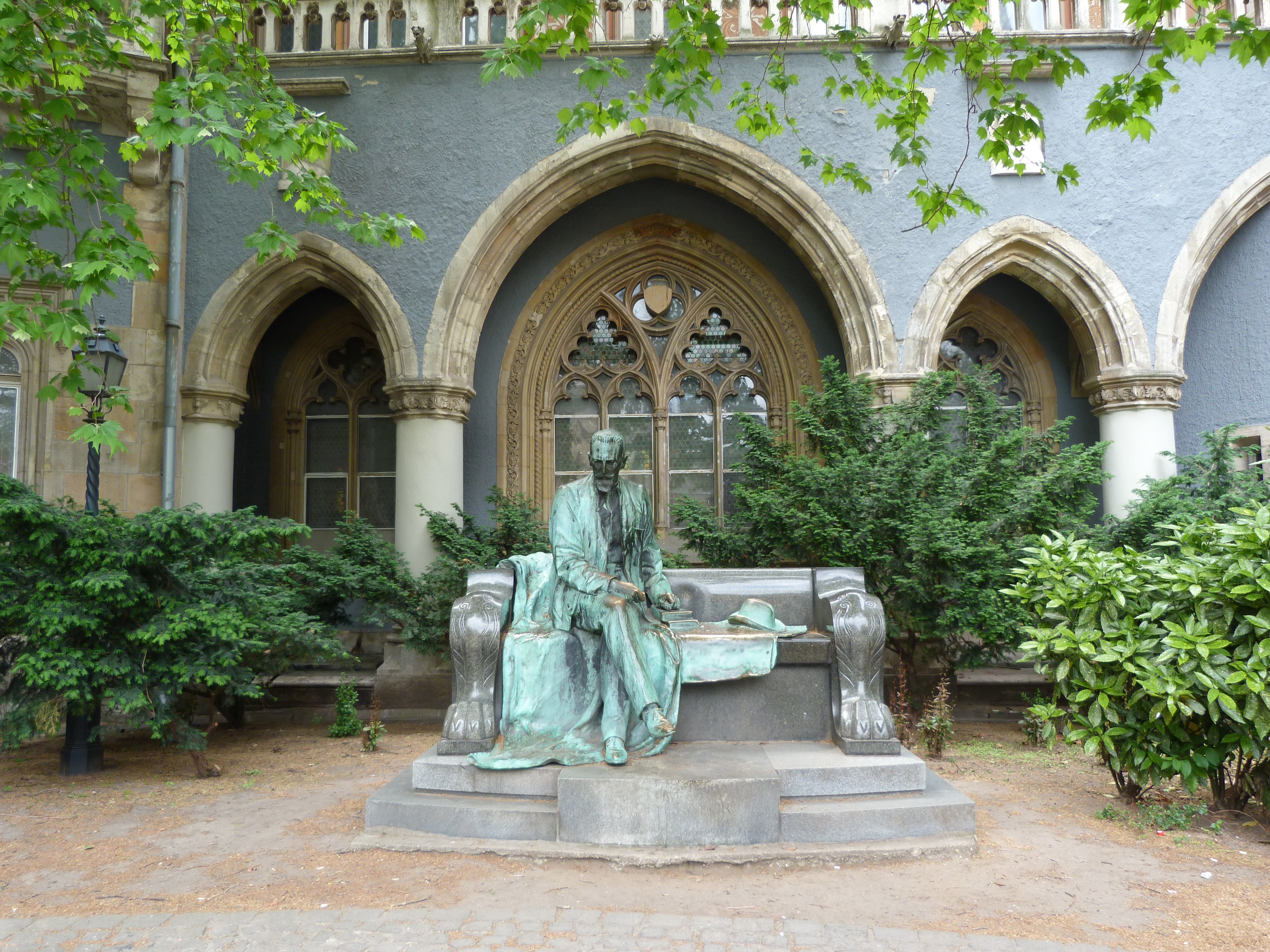
Gróf Károlyi Sándor szobra Vajdahunyad várában

## Értékelése
Gróf Károlyi Sándor Újpest egyik legjelentősebb mecénása. Egyik legfontosabb hagyatéka az általa alapított Nyár utcai kórház, és a közelében álló – államosításkor profanizált – Istvántelki úti idősotthon.
Feleségével közösen hathatósan támogatták az elesetteket, ugyanakkor Magyarország mezőgazdaságának modernizációjáért is sokat tett. Szobra avatóbeszédében Darányi Ignác a következőket mondta: „…ami haladásunk és fejlődésünk az újabb korban mutatkozott, abból a maga részét Isten és ember előtt becsületesen kivette”.

## Főbb művei
- Terménykivitelünk és a vízi utak (1881)
- Néhány szó a magyar munkáskérdésről (1895)
- A telepítés kérdéséhez (1900)

## Származása

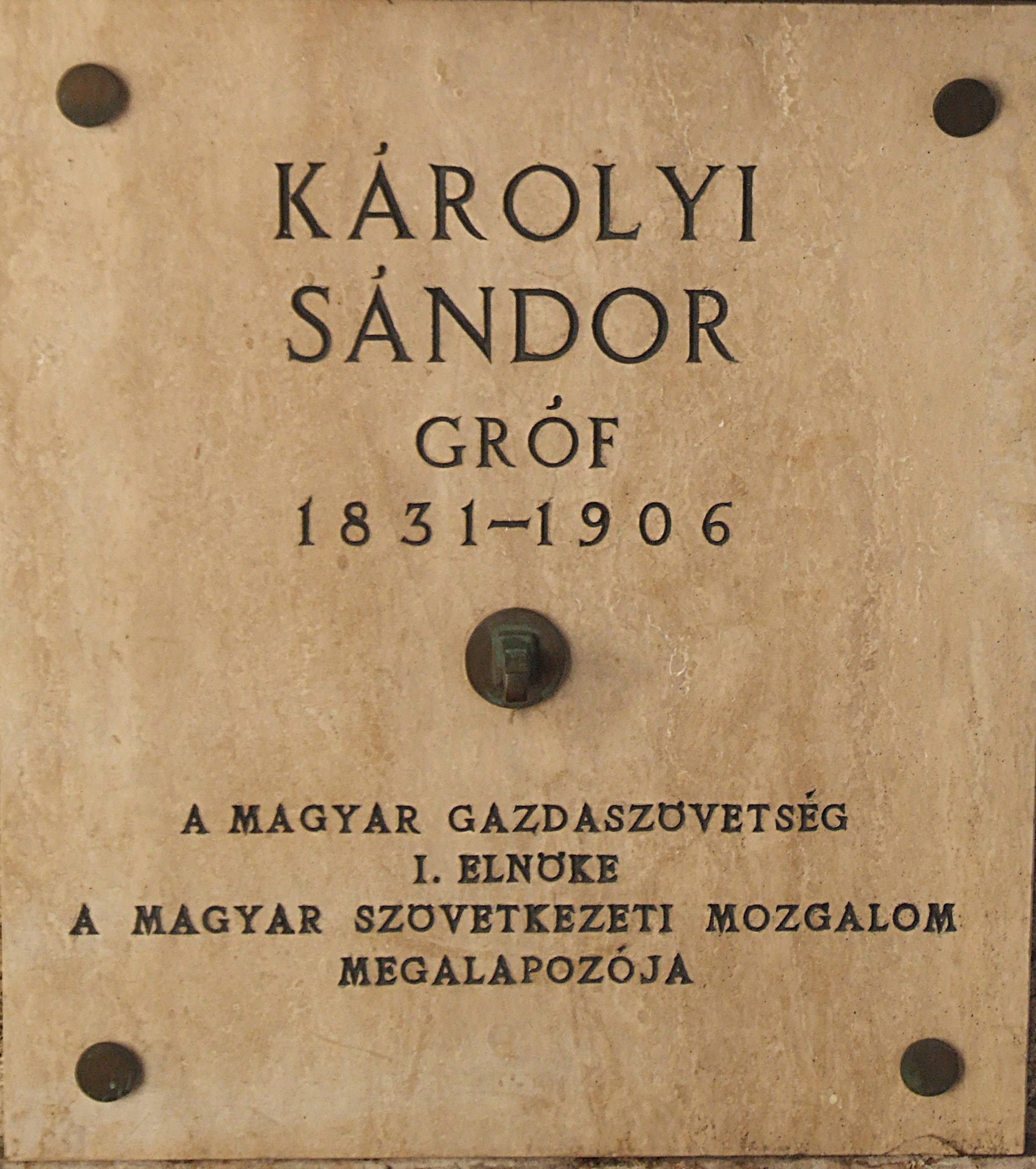
Emléktáblája
Kossuth Lajos tér 11.